# Хаберманн, Ева
Ева Хаберманн (нем. Eva Habermann; 16 января 1976) — немецкая актриса.

## Биография
Начала карьеру в возрасте 5 лет, исполнив роль в сериале «Музыкальная шкатулка».
В 1999 году снялась в эротической фотосессии для мужского журнала "Макс", за что ей читательское жюри присудило 3-е место в списке самых сексуальных женщин в мире.
Заняла 17 место в списке "100 самых сексуальных хенщин по мнению FHM-Германии 2003".

## Фильмография

### Фильмы
| Год  |   | Русское название                  | Оригинальное название              | Роль                            |
| ---- | - | --------------------------------- | ---------------------------------- | ------------------------------- |
| 1997 | ф | Лексс                             | Lexx                               | Зев Беллрингер / Zev Bellringer |
| 1998 | ф |                                   | Angel Express                      |                                 |
| 2001 | ф | Миссия «Алмаз»                    | Witness to a Kill                  | Моника / Monica                 |
| 2002 | ф | Огонь, лёд и море пива            | Feuer, Eis & Dosenbier             | Хайди / Heidi                   |
| 2003 | ф |                                   | Der alte Affe Angst                |                                 |
| 2005 | ф | Клоун                             | Der Clown                          | Лия Диль / Leah Diehl           |
| 2008 | ф |                                   | Ossi’s Eleven                      |                                 |
| 2010 | ф |                                   | Liebling, lass uns scheiden        |                                 |
| 2011 | ф |                                   | Bauernfrühstück – Der Film         |                                 |
| 2015 | ф |                                   | Mara und der Feuerbringer          |                                 |
| 2015 | ф |                                   | Das kalte Gericht                  |                                 |
| 2019 | ф | Гоблин - это действительно тролль | Goblin - Das ist echt Troll (2019) | Vanessa Majer                   |

### Сериалы
| Год       |   | Русское название     | Оригинальное название                    | Роль                            |
| --------- | - | -------------------- | ---------------------------------------- | ------------------------------- |
| 1997—1998 | с | Лексс                | Lexx                                     | Зев Беллрингер / Zev Bellringer |
| 1998      | с | Комиссар Рекс        | Kommissar Rex                            | Карин Кляйн / Karin Klein       |
| 2001      | с | Место преступления   | Tatort                                   | Соня Вайсберг / Sonja Wasberg   |
| 2012      | с | Спецотряд «Кобра 11» | Alarm für Cobra 11 — Die Autobahnpolizei | Сабина Вебер / Sabine Weber     |
| 2014      | с | Розенхаймские копы   | Die Rosenheim-Cops                       | Елена Винклер / Elena Winkler   |